# 巴克克里克鎮區 (北卡羅萊納州蘭道夫縣)
巴克克里克鎮區（英語：Back Creek Township）是位於美國北卡羅萊納州蘭道夫縣的一個鎮區。

## 地方資料
巴克克里克鎮區的面積為103.85平方千米，皆為陸地。根據2020年美國人口普查的數據，當地共有人口5238人，而人口密度為每平方千米50.44人。